# 松下裕樹 (競馬)
松下 裕樹（まつした ゆうき、1972年4月5日 - ）は、鹿児島県生まれの元騎手。金沢競馬場所属。身長175センチメートル、血液型O型。
1995年4月2日、金沢競馬場で騎手デビュー。通算成績2199戦120勝。中央競馬は未経験だが、フランス・アメリカ・オーストラリアへの研修歴あり。
2006年12月31日引退